# Ольга Токарчук
О́льга Наво́я Токарчук (пол. Olga Nawoja Tokarczuk; нар. 29 січня 1962, Сулехув, Польща) —  польська письменниця, есеїстка, сценаристка, поетеса, психологиня, лавреатка літературної премії «Ніке», Міжнародної Букерівської премії та Нобелівської премії за 2018 рік.

## Життєпис
Виросла в Сулехові у родині вихідців з України: її бабця, родом з України, свого часу вийшла заміж за поляка. Потім разом з батьками переїхала до Кетша, де закінчила загальноосвітній ліцей ім. Норвіда. Є випускницею факультету психології Варшавського університету. Під час навчання опікувалася психічно хворими особами як волонтерка.
Після університету працювала психотерапевткою у Валбжиху. Коли її перші твори набули популярності, звільнилася з роботи і, переїхавши до Нової Руди, присвятила себе літературній праці. Довший час мешкала в Краянові біля Нової Руди, у Судетах. Краєвиди й культуру цих околиць змальовано в кількох її творах. Зараз мешкає у Вроцлаві. Провадить лекції з написання прози в Літературно-мистецькій студії Ягеллонського університету в Кракові.
Ольга Токарчук — співорганізаторка Фестивалю оповідання, під час якого автори коротких літературних форм з Польщі та закордону представляють свої твори. З 2008 року веде заняття із творчого письма в Опольському університеті. Член партії «Зелені 2004», а також входить до редколегії щоквартального журналу «Політична критика».

## Творчість та премії
Нагороджена численними преміями, зокрема премією Польського товариства книговидавців, премією фундації ім. Костельських (1997), «Паспортом» журналу «Політика», а також кількома номінаціями до літературної премії «Ніке», чотирикратна лавреатка «Читачів Ніке». У 2008 році вперше нагороджена цією премією рішенням журі.
Дебютувала в 1979 році на сторінках журналу «Навпростець», де під псевдонімом «Наташа Бородіна» опублікувала перші оповідання. Перший роман, «Мандрівку людей книги», написала у 1993 році. Книга отримала премію «Польського товариства книговидавців».
1995 року з'явився другий роман авторки, «E. E.». Книжка розповідає про дозрівання дівчинки, яка раптом набуває паранормальних здібностей, а потім так само раптово їх утрачає. Найбільшим досі успіхом Токарчук став виданий у 1996 році роман «Правік та інші часи». Книгу номінували до літературної премії «Ніке» у 1997 році, отримуючи премію читачів. 1998 рік приніс збірку оповідань «Шафа», а також черговий роман «Дім денний, дім нічний». Це другий роман Токарчук, номінований до престижної премії «Ніке». На цю ж премію номіновано збірку з дев'ятнадцяти оповідань під назвою «Гра на багатьох барабанчиках», видану в 2001 році.
У 2004 році видано «Останні історії». Ця книжка торкається найбільш універсальних проблем людини й складається з трьох окремих повістей, представлених у незалежних для себе часових та просторових рамках.
На початку жовтня 2007 року вийшов роман «Бігуни». Над ним Ольга Токарчук працювала три роки. Згадує, що більшість нотаток робила під час подорожі. «Але це не книжка про подорож. У ній немає описів пам'яток чи якихось місць. Це не щоденник мандрівки й не репортаж. Я швидше хотіла придивитися до того, що значить подорожувати, рухатися, переміщатися. Який у цьому сенс? Що це нам дає? Що це значить», — пише авторка у вступі. Як каже сама Токарчук, «писання романів — для мене перенесене в зрілість розповідання собі самій казок. Так, як це роблять діти, перш ніж заснути. При цьому користуються мовою, що знаходиться на межі сну й дійсності, описують і вигадують».
5 жовтня 2008 року Ольга Токарчук отримала за «Бігунів» літературну премію «Ніке». Книжка перемогла також у рейтингу читачів.
У 2018 році за книгу «Бігуни» отримала Міжнародну Букерівську премію. Вона була перекладена Дженніфер Крофт англійською як «Flights» (Польоти).
Роман «Веди свій плуг понад кістками мертвих» побачив світ восени 2009 року й викликав бурхливі дискусії.

За словами Оксани Забужко, у романі «Книги Якова» Ольґа Токарчук вивела «формулу польського імперіалізму», що стало причиною гейтерських атак на письменницю. Сама Ольґа Токарчук пояснює це так: 
|  | Я в цій книзі підважила три речі, «абсолютно зрозумілі» для кожного поляка, який склав іспити в школі. Отож я показую, що Польща проводила колонізаторську політику на сході, тобто на українських теренах. За це мене обізвали «бандерівською курвою». Друга річ стосувалася євреїв. Я назвала поляків вбивцями євреїв, за що мене назвали «жидівською попихачкою». Третє, що я сказала — це те, що кріпосницька система, яка панувала в Речі Посполитій, була рабською... |

 Поза тим, вона також отримала тисячі листів підтримки за роман «Книги Якова» і підняті в ньому проблеми, а також чергову премію «Ніке».
Книжки перекладено 27 мовами.

## Українські видання
- «Шафа», «Deus ex», «Номери» // Всесвіт. — 2001. — № 5–6. — С. 94–109. переклав Ігор Пізнюк
- «Професор Ендрюс у Варшаві» // Кур'єр Кривбасу. — 2002. — № 147. — С. 193—200. переклав Ігор Пізнюк
- «Правік та інші часи» // Всесвіт. — 2003. — № 1–2. — С. 3–52; Всесвіт. — 2003. — № 3–4. — С. 42–98. переклав Ігор Пізнюк
- «Мандрівка людей книги» (Львів: Літопис, 2004), переклала Ніна Бічуя
- «Правік та інші часи» (Львів: Кальварія, 2004), переклав Віктор Дмитрук
- «Гра на багатьох барабанчиках» (Львів: Літопис, 2004), переклав Віктор Дмитрук
- «Останні історії» (Львів: Літопис, 2007), переклала Ярина Сенчишин
- «Веди свій плуг понад кістками мертвих» (Львів: Урбіно, 2011), переклала Божена Антоняк
- «Бігуни» (Харків: Фоліо, 2011), переклав Остап Сливинський
- «Книги Якова» (Київ: Темпора, 2020), переклав Остап Сливинський
- «Химерні оповідання» (Київ: Темпора, 2020), переклав Віктор Дмитрук
- «Дім дня, дім ночи» (Київ: Темпора, 2021), переклав Віктор Дмитрук
- «Е. Е.» (Київ: Темпора, 2022), переклав Остап Сливинський
- «Момент ведмедя» (Київ: Темпора, 2022), переклав Віктор Дмитрук
- «Емпусіон» (Київ: Темпора, 2023), переклав Остап Сливинський

## Рецензії
- Наталя Артеменко «Маркес польського Правіку» («Друг Читача»)
- Віктор Неборак «Ольга Токарчук, якої нам бракує» («Молодий Буковинець», 22 квітня 2011)
- Костянтин Родик «Ольга Токарчук проти „здорового глузду“ („Україна молода“, 27 квітня 2011)
- Веди свій плуг понад кістками мертвих („mamamiya.com.ua“)
- Олена Галета „Антропос, топос, тропос, чи Народження антропологічного роману?“ („Літакцент“, 20 жовтня 2011)
- Наталка Малетич „Ювілейне прочитання Ольги Токарчук“ („zaxid.net“, 20 лютого 2012)
- Анна Золотнюк „Повівши свій плуг…“ („Вільне життя“, 19 жовтня 2012)

## Цікавий факт
11-13 жовтня 2019 року у місті Вроцлаві (де на той час проживала письменниця), можна було безкоштовно проїхати громадським транспортом, просто показавши книжку письменниці. Таким чином мер міста вирішив відзначити заслуги письменниці, а заодно і заохотити містян більше користуватися громадським транспортом. У 2021 році польські астрономи назвали на честь Ольги Токарчук астероїд.

### Інтерв'ю
- Ольга Токарчук: «Я хорошо пою, как каждая настоящая украинка» («Профиль», 12 квітня 2008)
- Ольга Токарчук: «Хочу мандрувати Україною!»[недоступне посилання з липня 2019] («Українське слово», 15 вересня 2009)
- Ольга Токарчук: «Дедалі менше людей вірить у безсмертя душі…» («Ратуша», 24 вересня 2009)
- Ольга Токарчук: «Не вірю в норми і нормальних людей» («Zaxid.net», 23 лютого 2010)
- Ольга Токарчук: «Хочу посіяти в душі читача неспокій — щоб він почав задумуватися», («Високий замок», 1 жовтня 2010)
- На межі з Україною. Польська письменниця Ольга Токарчук про українськість, кордони і нормальних людей, ("Молодіжне перехрестя, 19 травня 2010)
- Роман Кабачій «Людина пограниччя», («Тиждень», 25 вересня 2009)
- Ольга Токарчук: «Література — це важка праця, що відбувається в голові», («ЛітАкцент», 18 Вересня 2009)
- Ольга Токарчук: «У чоловіків після 40 починається тестостероновий аутизм» («Українська правда», 16 липня 2011)
- Ольга Токарчук: «Аутсайдерам повлиять на власть сложно» («UGGI», 2 липня 2011)
- «Почему их читают, а нас — нет» («LB.ua», 27 вересня 2011)
- Ольга Токарчук: «Добре оповідання важче написати, аніж роман» («Галичина», 29 вересня 2011)
- Ольга Токарчук: «Я навчилася слухати людей» («Молодий буковинець», 26 вересня 2011)
- Ольга Токарчук: «Коли бачу вулицю Бандери, у мене мороз по шкірі» («Галицький кореспондент», 6 жовтня 2011)
- Ольга Токарчук: «Я не боюсь доносити ідеї за допомогою героїв-диваків» («Новий погляд», 23 вересня 2011)
- Ольґа Токарчук: «Моє покоління дуже сильно відчуває свою невкоріненість» («ЛітАкцент», 21 жовтня 2011)
- Ольга Токарчук: «Коли хочеш писати книжки, читай книжки. На кожні прочитані 10 тисяч сторінок припадає одна добре написана» («Друг читача»)